# 薩林鎮區 (密蘇里州羅爾斯縣)
薩林鎮區（英語：Saline Township）是位於美國密蘇里州羅爾斯縣的一個行政鎮區。

## 地方資料
薩林鎮區的面積為209.38平方千米，當中陸地面積為197.77平方千米，而水域面積為11.61平方千米。根據2020年美國人口普查的數據，當地共有人口849人，而人口密度為每平方千米4.05人。